# Luís Amado
Luís Filipe Marques Amado, född 17 september 1953, portugisisk politiker (socialist) och Portugals utrikesminister mellan åren 2006 och 2011, dessförinnan var han försvarsminister. Fungerade som ordförande i Europeiska rådet under Portugals ordförandeskap i EU 1 juli - 31 december 2007.